# River Suck Callows SPA
River Suck Callows SPA este o arie protejată (arie de protecție specială avifaunistică — SPA) din Irlanda întinsă pe o suprafață de 3.182,03 ha, integral pe uscat.

## Localizare
Centrul sitului River Suck Callows SPA este situat la coordonatele 53°25′56″N 8°14′00″W / 53.432242°N 8.233337°V.

## Înființare
Situl River Suck Callows SPA a fost declarat arie de protecție specială avifaunistică în octombrie 1996 pentru a proteja 8 specii de animale.

## Biodiversitate
Situată în ecoregiunea atlantică, aria protejată nu include niciun habitat protejat.
La baza desemnării sitului se află mai multe specii protejate de  păsări (8): rață sulițar (Anas acuta), rață pitică (Anas crecca), rață fluierătoare (Anas penelope), Anser albifrons flavirostris, lebădă de iarnă (Cygnus cygnus), pescăruș râzător (Larus ridibundus), culic mare (Numenius arquata), nagâț (Vanellus vanellus).
Pe lângă speciile protejate, pe teritoriul sitului au mai fost identificate 1 specie de păsări.